# Principato di Bulgaria
Il Principato di Bulgaria (in bulgaro Княжество България?, Knjažestvo Bălgarija) fu la denominazione ufficiale della Bulgaria a partire dall'adozione della Costituzione di Tărnovo, il 16 aprile 1879. Questo periodo proseguì con l'Unificazione con la Rumelia orientale nel 1885, fino alla proclamazione dell'indipendenza nel 1908. Il Principato era uno stato de facto indipendente, ma de jure vassallo sotto il suzerain dell'Impero ottomano. Fu istituito attraverso il Trattato di Berlino, firmato il 13 luglio 1878.
Nella storiografia bulgara il termine "Principato di Bulgaria" è utilizzato principalmente per distinguere lo Stato bulgaro settentrionale - soggetto all'Impero ottomano secondo il Trattato di Berlino - dalla Rumelia orientale, regione autonoma ottomana con un minor grado di indipendenza, corrispondente alla maggior parte dell'odierna Bulgaria meridionale.
Dopo la guerra russo-turca (1877-1878, conclusasi con la vittoria russa, il Trattato di pace di Santo Stefano fu firmato il 3 marzo 1878 tra la Russia e l'Impero ottomano. In virtù di quell’accordo, venne concepito un ampio Stato bulgaro vassallo, che era significativamente più grande: le sue terre comprendevano quasi tutte le comunità etniche bulgare nei Balcani, nonché la maggior parte della Mesia, della Tracia e della Macedonia, estendendosi dal Mar Nero al Mar Egeo. Tuttavia, il Regno Unito e l'Impero austro-ungarico si opposero alla creazione di un grande "Stato cliente" della Russia nei Balcani, temendo un'alterazione dell'equilibrio geopolitico nel Mar Mediterraneo. Di conseguenza, le grandi potenze si riunirono al congresso di Berlino e firmarono il Trattato di Berlino, che sostituì quello di Santo Stefano - mai entrato in vigore - e diede origine a un principato di dimensioni molto più ridotte, accanto ad una Rumelia orientale autonoma sotto controllo ottomano.

## Confini

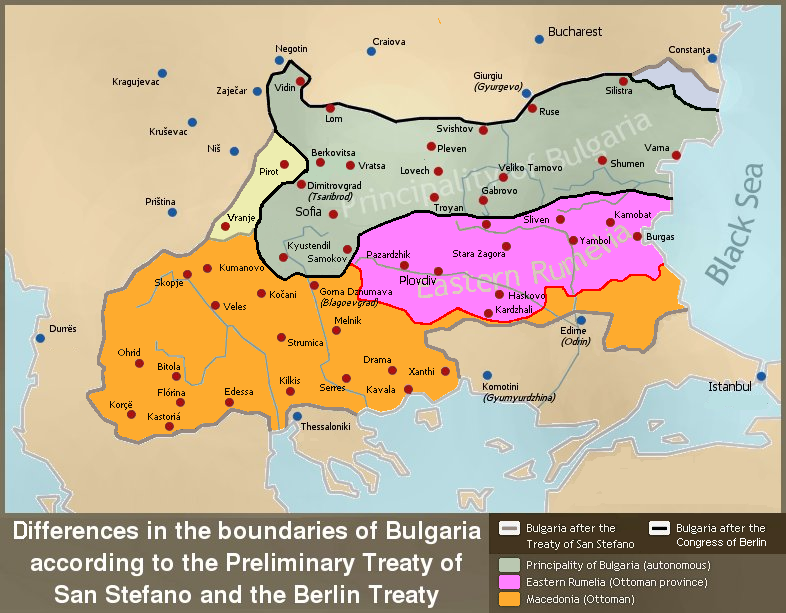
Differenze fra i confini della Bulgaria secondo il Trattato preliminare di Santo Stefano e il Trattato di Berlino.

L'articolo 2 del Trattato di Berlino definiva il territorio del Principato di Bulgaria come compreso tra il Danubio, i Monti Balcani e l'ex Sangiaccato di Sofia. A est il principato confinava con il Mar Nero; a sud, il confine con la Rumelia orientale seguiva prevalentemente la cresta dei Monti Balcani. Dal monte Kositsa scendeva verso sud, tra Pirdop e Duŝantsi, fino al fiume Topolnitsa, lo attraversava, penetrava nella Sredna gora presso Ihtiman, passando tra Ihtiman e Vakarel, e lungo lo spartiacque tra i fiumi Iskăr e Maritsa arrivava al confine con l'Impero Ottomano. Da lì, seguiva lo spartiacque dei fiumi Rila e Bistrica nel massiccio di Rila fino alla valle di Struma. Il confine continuava risalendo la cresta dei monti Vlahina e andava a nord-ovest lungo la cresta del Monte Osogovska, quindi lungo lo spartiacque tra i fiumi Struma e Morava e lungo quello del fiume Jerma, e attraversava la valle di Niŝava a ovest di Tsaribrod. Proseguiva poi in linea retta fino al monte Vidlič, e da lì verso la cresta dei Monti Balcani, a ovest della cima Srebărna Glava. Successivamente, il confine correva lungo la dorsale dei Monti Balcani, passando a ovest di Kula lungo il fiume Timok fino alla confluenza con il Danubio. Il confine settentrionale con la Romania seguiva il corso del Danubio e, procedendo ad est di Silistra, raggiungeva il Mar Nero a sud di Mangalia.
Dopo l'Unificazione nel 1885, quasi l'intero territorio della Rumelia orientale fu annesso al principato, eccetto Kărdžali e Tumrshko, che secondo la Convenzione di Tophane rimasero nell'Impero Ottomano. In questo modo il confine meridionale passava dai Monti Rodopi, escludendo la maggior parte del bacino del fiume Văča e la zona intorno a Kărdzăli a nord del fiume Arda. Proseguiva poi a est, lungo il fiume Arda fino all'attuale villaggio di Borislavtsi, quindi in direzione nord-est verso il fiume Maritsa, attraversandolo cinque chilometri a monte del fiume da Svilengrad. Infine, passava per il Monte Sakar, attraversava la valle di Tundža, passava per le Alture di Dervent e, seguendo la cresta della collina di Bosna nella Strandža, raggiungeva il Mar Nero a nord di Kiten.
Nel 1889, il territorio bulgaro aveva una superficie complessiva di di 95.704,5 km², di cui quasi 30% era costituito da terreni agricoli.

il Principato di Bulgaria e la Rumelia orientale dopo il Congresso di Berlino (1878)
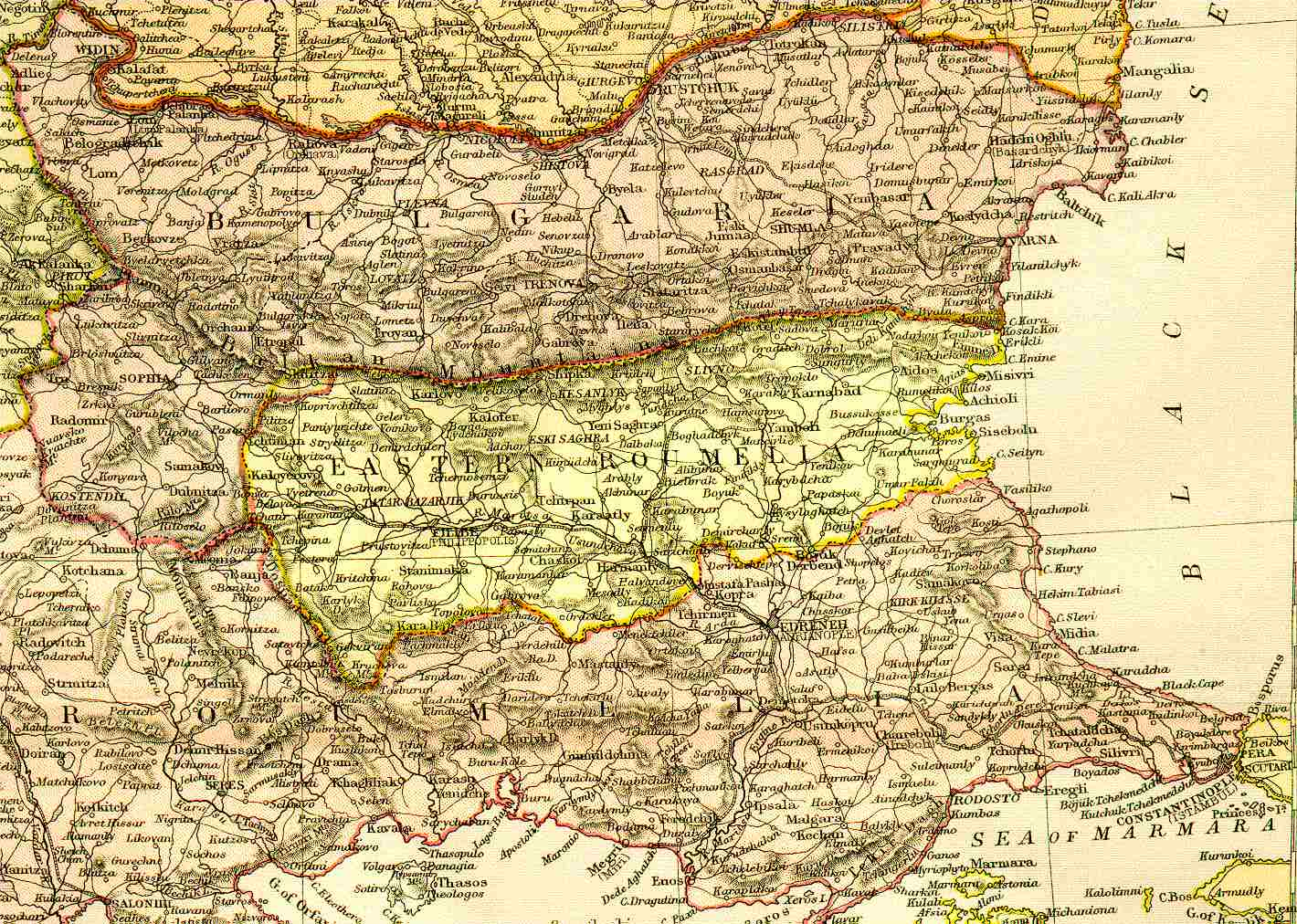
il Principato di Bulgaria e la Rumelia orientale (1882).
il Principato di Bulgaria dopo l'Unificazione (1885)
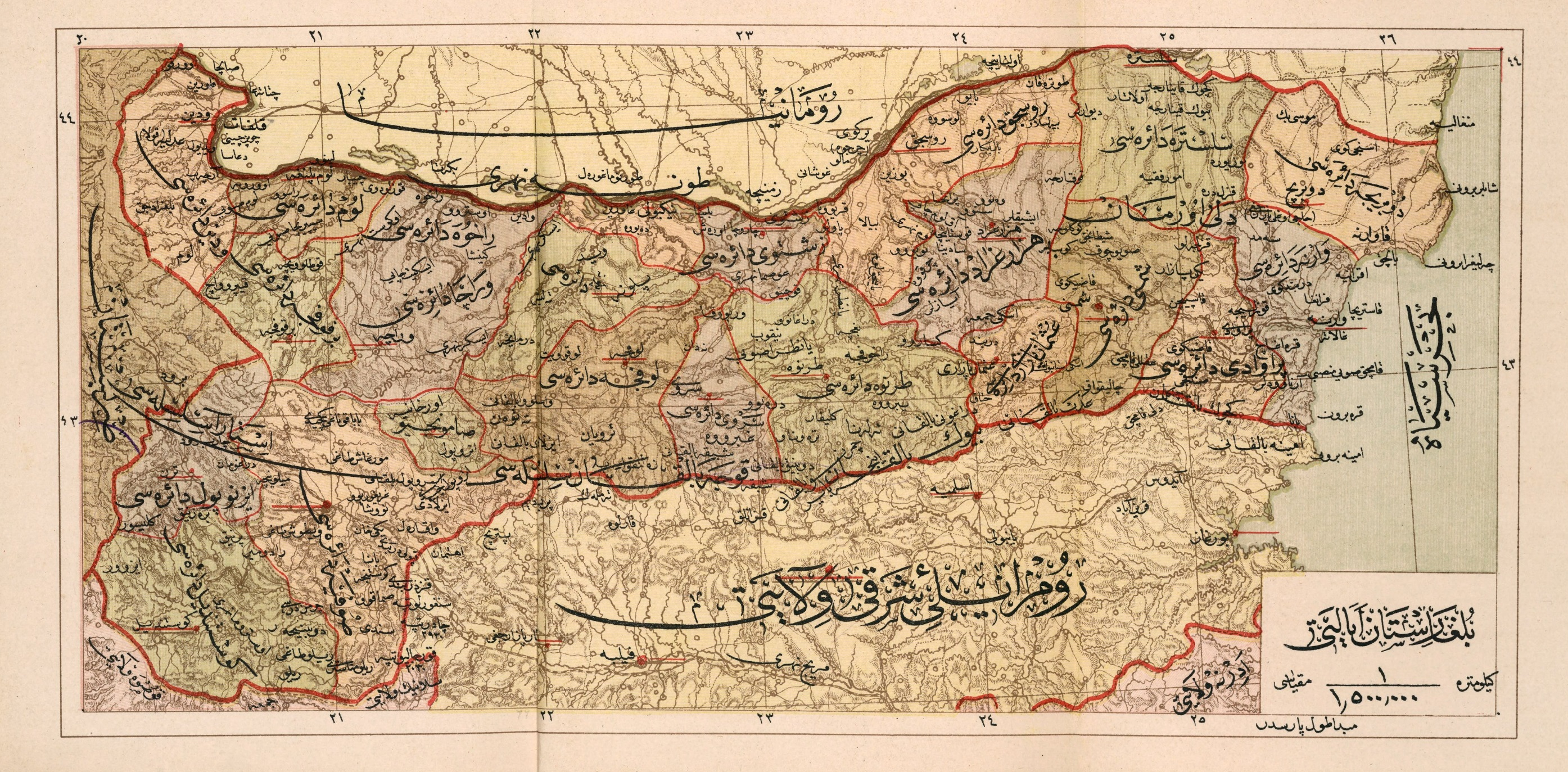
l'Eyalet Bulgaria, mappa ottomana, 1907

## Popolazione
L'Ufficio statistico del Principato di Bulgaria effettuò il censimento della popolazione, secondo il quale, al 1º gennaio 1888, gli abitanti di Plovdiv erano 33.032, di Sofia - 30.429, di Russe - 27.194 e di Varna - 25.259.
Secondo il successivo censimento della popolazione, il Principato nel 1893 contava 3.310.801 abitanti.
| Gruppo                                                          | Abitanti  |
| --------------------------------------------------------------- | --------- |
| bulgari (ortodossi)                                             | 2.464.404 |
| turchi                                                          | 558.364   |
| rumeni                                                          | 62.227    |
| greci                                                           | 58.296    |
| zingari                                                         | 51.946    |
| ebrei                                                           | 27.777    |
| bulgari (pomacchi)                                              | 20.974    |
| tatari                                                          | 17.481    |
| gagauzi                                                         | 9.520     |
| armeni                                                          | 6.900     |
| bulgari (protestanti)                                           | 2.384     |
| valacchi                                                        | 733       |
| altri (francesi, serbi, russi, Italiani e soprattutto tedeschi) | 13.616    |

## Storia

### Formazione
Già durante la guerra di liberazione russo-turca (1877-1878) in tutte le terre bulgare venne istaurata l'Amministrazione provvisoria russa. Nel maggio 1878 il principe Alexander Dondukov-Korsakov fu nominato commissario imperiale russo in Bulgaria per un periodo di due anni, ma il Trattato di Berlino ne ridusse il mandato a nove mesi.
Il governo provvisorio russo si occupò dell'organizzazione dell'Assemblea costituente, alla quale parteciparono 230 rappresentanti del popolo: 89 eletti direttamente (uno ogni 10.000 abitanti maschi), 117 "di diritto" in base alla loro carica ufficiale, 19 nominati dal principe Dondukov-Korsakov e 5 rappresentanti delle varie organizzazioni e società. Durante i lavori dell'assemblea venne redatta la Costituzione bulgara. Anche le minoranze turche, greche ed ebraiche furono rappresentate nell'Assemblea nazionale costituente. Tra i deputati prevalsero i membri dell'intellighenzia risorgimentale, nonché partecipanti alla lotta per l'indipendenza della Chiesa bulgara, al movimento per la cultura nazionale, alla lotta rivoluzionaria, alla guerra russo-turca e all'Amministrazione provvisoria stessa. La maggior parte dei rappresentanti delle popolo erano relativamente giovani e un gran numero di loro provenienti dalle città.

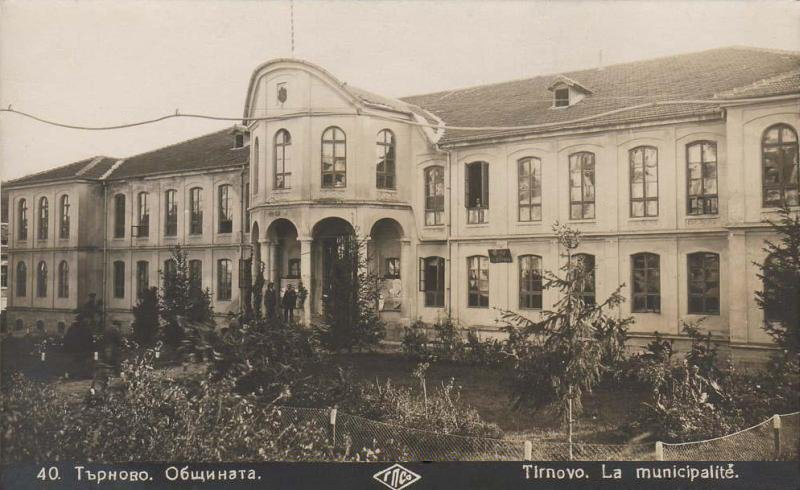
L'ex konak turco a Tărnovo, dove si riunì l'Assemblea Costituente.

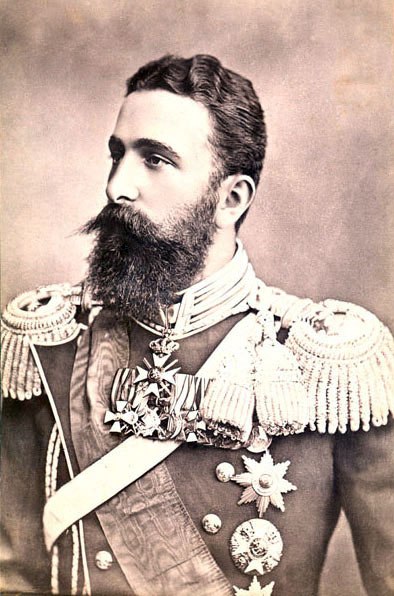
Alessandro I Battenberg

Il 16 aprile 1879 venne adottata la legge fondamentale che definì la Bulgaria come una monarchia costituzionale dotata di parlamento unicamerale. Il diritto di voto fu riconosciuto a tutti gli uomini di età superiore ai 21 anni. Secondo quanto stabilito dalla Costituzione, il principe sarebbe stato il comandante in capo dell'esercito bulgaro e avrebbe detenuto il potere esecutivo.
Il giorno successivo, 17 aprile 1879, fu convocata la Prima Grande Assemblea Nazionale che si tenne fino al 26 giugno nell'ex konak turco, antica residenza del governatore distrettuale turco a Veliko Tărnovo. Questa Assemblea proseguì il lavoro dell'Assemblea Costituente e si insediò ufficialmente dopo l'approvazione della Costituzione di Tărnovo.

Alla chiusura dei lavori, su suggerimento dell'Imperatore russo, fu eletto principe sovrano di Bulgaria il ventidueenne Alessandro Battenberg dell'Assia-Darmstadt, nipote dell'imperatrice russa Maria Alessandrovna, consorte dello zar Alessandro II.

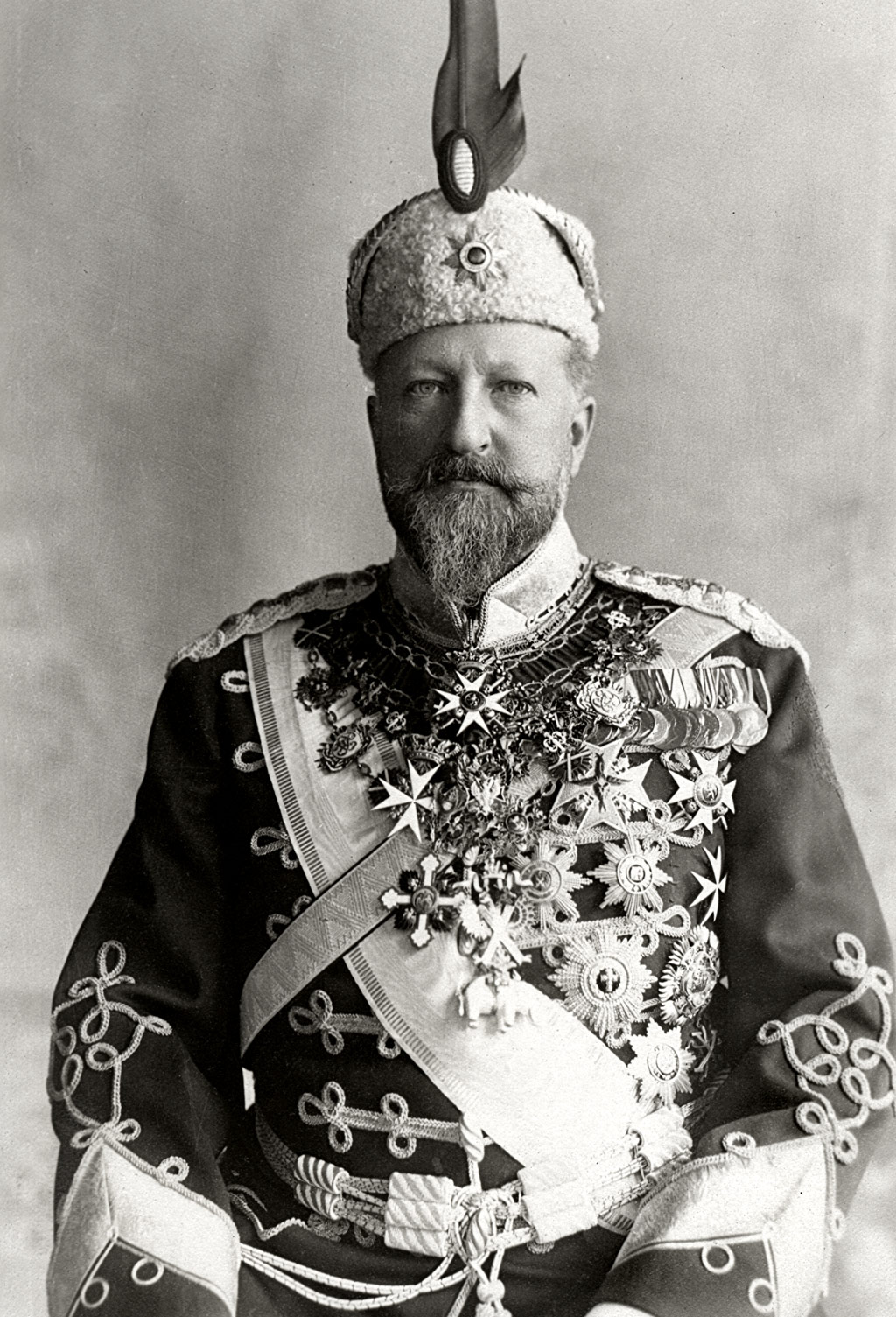
Ferdinando I di Sassonia-Coburgo e Gotha

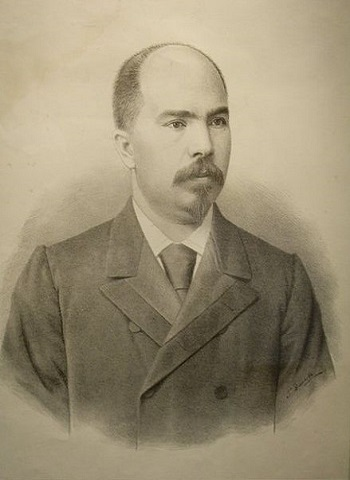
Stefan Stambolov

Prima della sua nomina a principe, Alessandro di Battenberg aveva partecipato come volontario alla guerra di Liberazione. Governò la Bulgaria dal 1879 al 1886,  finché un gruppo di ufficiali militari, sostenuti dalla Russia, organizzò un colpo di stato contro di lui.  Tuttavia, il loro governo fu di breve durata: Stefan Stambolov, figura centrale nella storia bulgara e considerato uno dei “padri della Bulgaria moderna”, guidò un contraccolpo che permise ad Alessandro di ritornare sul trono. L'Imperatore russo non approvò la sua reintegrazione, così Alesandro abdicò volontariamente. Al suo posto fu istituito un Consiglio di Reggenza, guidato proprio da Stambolov, che esercitò il potere esecutivo fino all’elezione di un nuovo principe (in bulgaro: knjaz).
Il 29 ottobre 1886 la Terza Grande Assemblea Nazionale elesse come principe Valdemaro di Danimarca, un membro della famiglia reale danese, il più giovane dei figli maschi di Cristiano IX di Danimarca. Ma, sotto la forte pressione dell’Imperatore Alessandro III di Russia, Valdemaro rinunciò alla corona bulgara appena due settimane dopo, l’11 novembre, tramite un telegramma.
Successivamente, il 7 luglio 1887, fu eletto principe Ferdinando I di Sassonia-Coburgo-Gotha, principe di Koháry,  ufficiale nell'esercito austro-ungaric. Governò il Principato di Bulgaria fino al 3 ottobre 1908, giorno in cui proclamò l'Indipendenza della Bulgaria. Il giorno seguente, il 5 ottobre, assunse ufficialmente il titolo di Re dei bulgari.

## Sistema politico

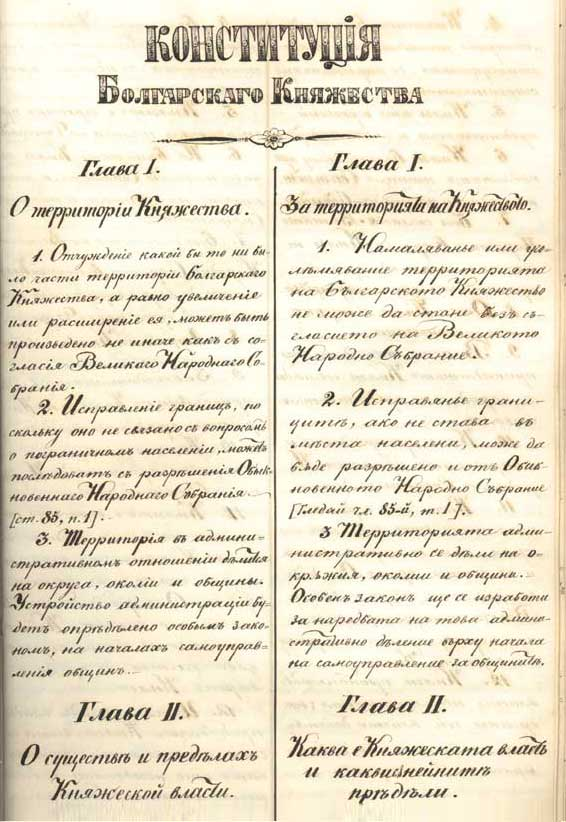
La 1ª pagina della Costituzione di Tărnovo (in russo e in bulgaro).

Secondo il Cap. II, artt. 4-18 della Costituzione di Tărnovo
La Costituzione del Principato di Bulgaria si rivelò tra le leggi fondamentali più avanzate e favorevoli alla libertà civile fra quelle vigenti nei paesi europei dell’epoca.

## Divisione amministrativa
Dopo la Liberazione della Bulgaria, con l’istituzione dell’autorità civile, venne inizialmente mantenuta la struttura amministrativo-territoriale dell’Impero Ottomano. I vilayet furono aboliti e le altre unità furono rinominate come segue: il sanigaccato divenne gubernija, il cazà - distretto, la nahiya - volost' o okolija, il belledije e il majlis - comune (urbano o rurale).
La prima riforma territoriale fu attuata nel 1882, tre anni dopo la Liberazione. Con il Decreto n. 537 del 28 luglio 1882, fu promulgata la Legge sulla Divisione Amministrativa del Principato, che abolì i governatorati e suddivise il paese in: 14 distretti e 56 okoliji. Con l’Unificazione del 1890, il territorio del Principato fu riorganizzato in 22 distretti con 85 okoliji, di cui 6 provenienti dall’ex Rumelia Orientale. Ogni distretto era affidato a un governatore distrettuale, rappresentante del governo centrale e responsabile della gestione finanziaria. Ciascun distretto disponeva anche di un Consiglio distrettuale composto da 12 a 30 membri, a seconda della popolazione. Gli okoliji erano amministrati da un capo, mentre nelle città principali - Sofia, Ruse, Varna e Plovdiv - vennero nominati anche sindaci.
La seconda riforma complessiva si realizzò nel 1901. Con il Decreto n. 236 del 16 maggio 1901, adottato dall’11ª Assemblea Nazionale il 4 maggio dello stesso anno, fu emanata la nuova Legge sulla divisione amministrativa del territorio dello Stato, che suddivise il Principato in: 12 distrettii, 71 okoliji e un numero variabile di comuni.

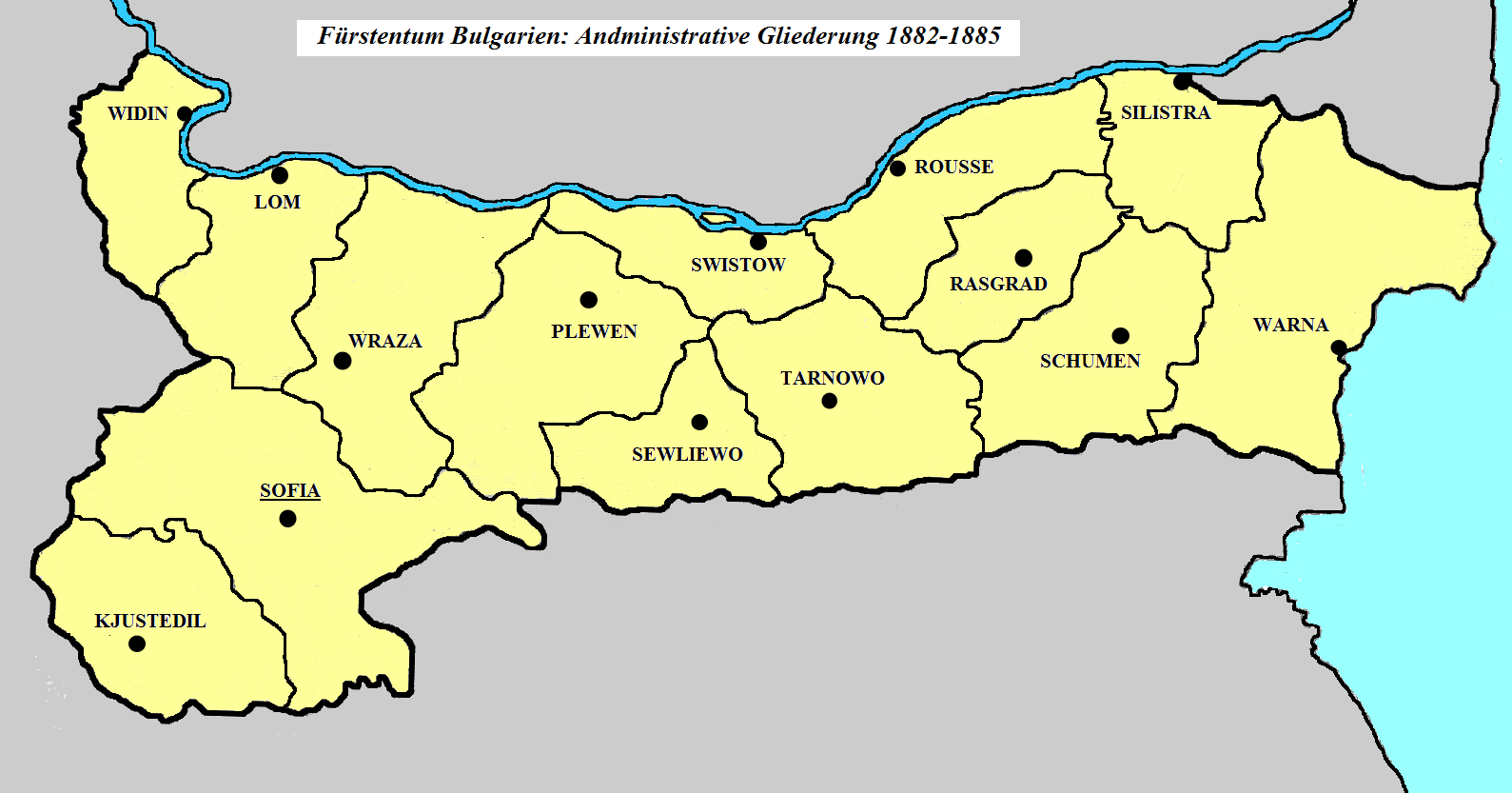
I distretti del Principato di Bulgaria (1882)
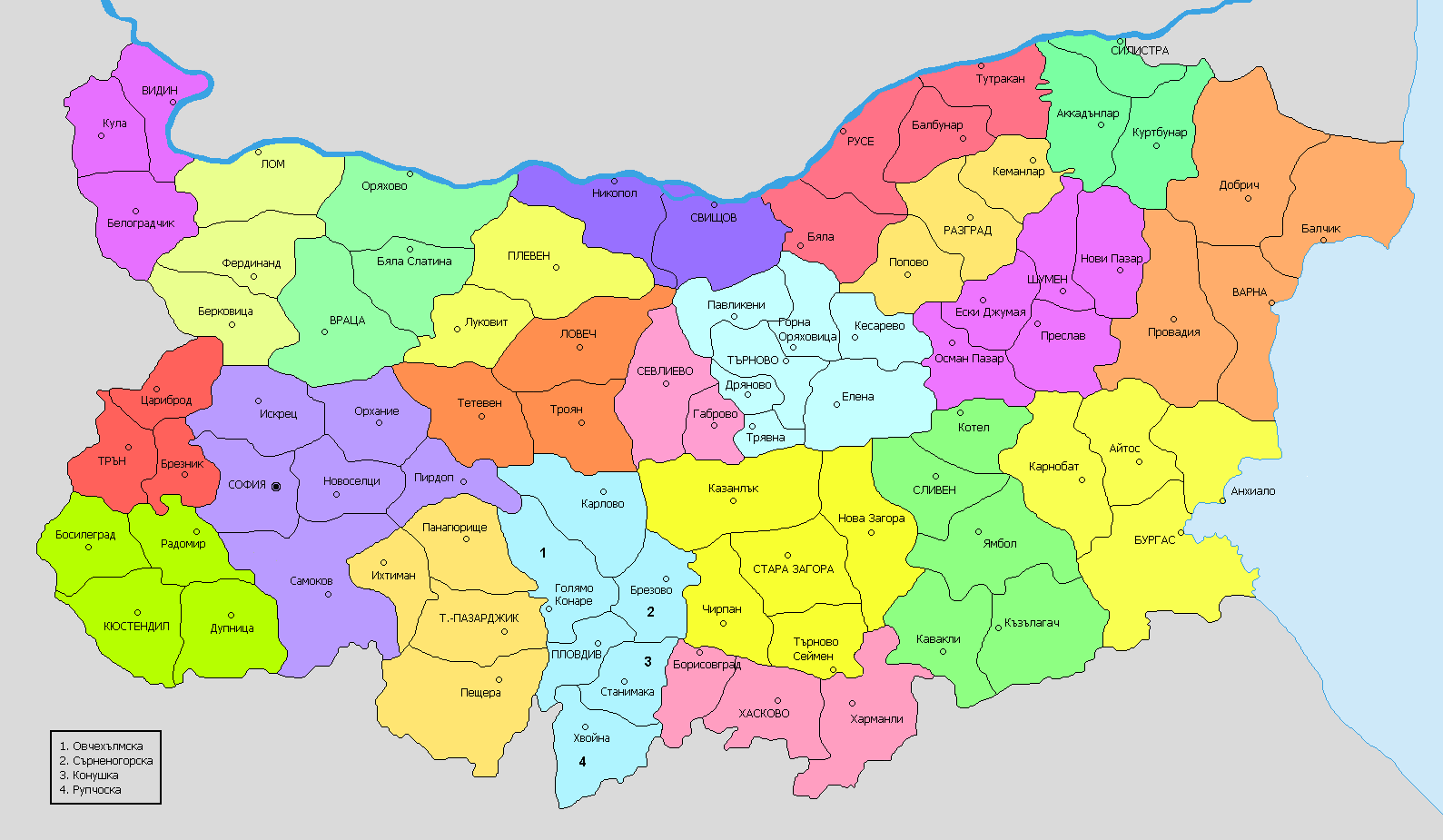
I distretti del Principato di Bulgaria dopo l'Unificazione (1885 - 1901)
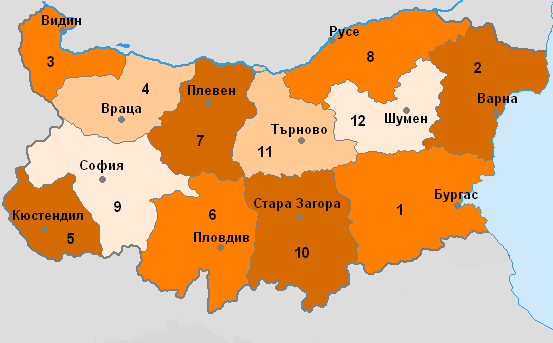
I distretti del Principato di Bulgaria nel 1901

## Inno

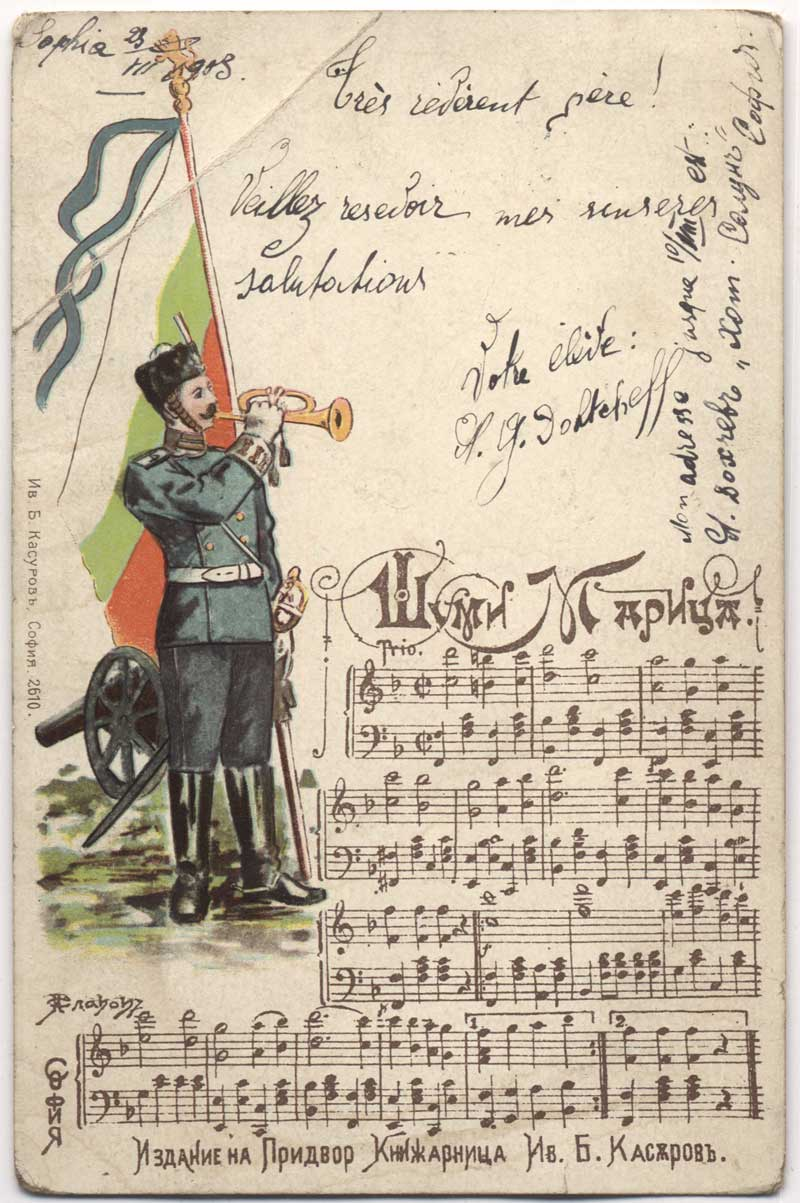
Cartolina con l'inno "Shumi Maritsa".

"Shumi Maritsa" (in bulgaro: Шуми Марица, ovvero [il fiume] Maritsa fa rumore) fu l'inno nazionale della Bulgaria dal 1886 al 1944 - ufficialmente fino al 1947. La melodia fu ispirata alla canzone popolare tedesca Wenn die Soldaten durch die Stadt marschieren ("Quando i soldati marciano per la città"), molto diffusa in Bulgaria nella metà del XIX secolo. Il testo originale fu composto da Nikola Zhivkov, preside di una scuola a Veles (oggi in Macedonia del Nord), mentre la musica si deve a Alexander Kosmar (1839). Il testo venne modificato più volte, in particolare nel 1912, dal celebre poeta bulgaro Ivan Vazov.
Il brano è strutturato come una marcia militare, ma fu generalmente adottato come inno nazionale in risposta al sentimento di protesta che animava il popolo bulgaro dopo le decisioni del Congresso di Berlino.
Dopo il 1947, l’inno fu etichettato come “fascista” dalle autorità del neonato regime comunista e venne escluso dalle cerimonie ufficiali. Solo nel 1989 fu eseguito nuovamente.